# Маробод
Маробод (лат. Maroboduus) (2-га половина I століття до н. е.. — 37 н. е., Равенна) — вождь маркоманів.
Маробод походив зі знатного роду. Юнаком жив в Римі, виховувався при дворі імператора Октавіана Августа. Після переселення маркоманів (у 8 до н. е.) на територію сучасної Чехії Маробод об'єднав маркоманів з сусідніми племенами, очоливши потужний союз племен. За римським зразком він організував армію (70 тисяч чоловік піхоти і 4000 кінноти). У 17 році н. е. армія Маробода була розбита вождем херусків  Армінієм. У 19 році н. е.. Маробод був повалений знаттю і змушений був просити притулку у римлян. Останні роки провів у Равенні.